# Outremont

Outremont era uma cidade do Canadá, província de Quebec, localizada na Ilha de Montreal, e que foi fundida com a cidade de Montreal em 2002. Outremont é atualmente um dos 27 arrondissements de Montreal. Em Outremont está localizada a comunidade francófona de classe alta da região de Montreal. Sua população é de 22 933 habitantes.